# Кастельветро-Пьячентино
Кастельветро-Пьячентино (итал. Castelvetro Piacentino) —  коммуна в Италии, располагается в регионе Эмилия-Романья, подчиняется административному центру Пьяченца.
Население составляет 4839 человек, плотность населения составляет 138 чел./км². Занимает площадь 35 км². Почтовый индекс — 29010. Телефонный код — 0523.